# NK Mladost Kloštar Podravski
NK Mladost je nogometni klub iz Kloštra Podravskog.
U sezoni 2020./21. se natječe u 4. NL Bjelovar – Koprivnica – Virovitica, gdje igraju od sezone 2017./18., a u sezoni 2016/17. su se natjecali u 1. županijskoj ligi Koprivničko-križevačke županije. U sezoni 2018./2019. su osvojili kup Koprivničko-križevačke županije.